# Greve geral na Guiana Francesa em 2017
A greve geral na Guiana Francesa em 2017 refere-se à paralisação que ocorreu no departamento de ultramar francês da Guiana Francesa. A greve começou no dia 27 de março de 2017 como resposta por parte da população civil diante dos elevados níveis de pobreza e desigualdade, representados pela alta criminalidade, a escassez de alimento e o crescente desemprego, entre outros. Tudo isso apenas um mês antes das eleições presidenciais da França em 2017. Em 21 de abril do mesmo ano, o governo de François Hollande e os manifestantes francoguianenses conseguiram chegar a um acordo pondo fim à greve geral e devolvendo toda a calma.